# Richard Corben
Richard Vance Corben (Anderson, Misuri, 1 de octubre de 1940 - 2 de diciembre de 2020), conocido como Richard Corben o con los seudónimos Gore, Corb y Harvey Sea, fue un historietista estadounidense, célebre por sus cómics de ciencia ficción y fantasía de abigarrado e innovador colorido, cuyos fotolitos creaba y procesaba personalmente. Procedente del underground, adquirió condición de autor de culto a finales de los años setenta, acercándose al cómic para adultos de la Warren Publishing y a la incipiente novela gráfica de su época.

## Biografía

### Primeros pasos
Procedente de una familia de granjeros del Medio Oeste estadounidense, Corben se estableció en Kansas City, donde estudió arte y residía con su esposa Dona, con la que tuvo una hija de nombre Beth. Mientras trabajaba para una empresa local dedicada al cine de animación (Calvin Productions), comienza también a publicar sus primeros trabajos en fanzines underground. Su primera historieta, Monsters Rule, se publicó por entregas entre 1968 y 1969 en el fanzine Voice of Comicdom. En ella están ya presentes, en clave paródica, sus temas y procedimientos preferidos: la ciencia ficción, el erotismo y la repulsa a las instituciones establecidas, como el ejército. La primera obra importante de Corben fue, sin embargo, Rowlf.
En 1970, Corben siguió publicando en numerosas revistas, tanto del circuito underground (Skull) como mainstream (Creepy). Su incursión en el terreno del cine de animación dio como resultado un cortometraje, Neverwhere (1971), que se destaca sobre todo por constituir la primera aparición de uno de sus personajes más emblemáticos, Den. En 1972, Corben abandonó definitivamente la empresa en la que trabajaba para dedicarse por entero al cómic, especialmente en las revistas de la editorial Warren Publishing: la ya citada Creepy, Eerie, 1984 y Vampirella.[cita requerida]

### Reconocimiento
Su consagración definitiva llegó en 1975, con la publicación de la serie fantástica Den, en Métal Hurlant, y luego otras revistas como Alter Alter, Heavy Metal ,Totem y las revistas de Toutain Editor. El personaje, que procedía del corto Neverwhere, era un ingeniero de la Kansas contemporánea que se trasladaba a un mundo de violencia y grandes aventuras, convertido en un héroe musculoso. Desde 1986-1994, Corben funda su propio sello editorial, Fantagor Press. Entre los títulos publicados, estuvieron Fantagor Den, Den Saga, Horror in the Dark, Rip in Time y El Hijo del Mundo Mutante. Después de la crisis de 1994, Fantagor salió del negocio de la industria del cómic.[cita requerida]
Richard Corben también trabajó con varios guionistas, entre los que se cuentan Rich Margopoulos, Bruce Jones y el conocido escritor de ciencia ficción Harlan Ellison, pero se recuerdan sobre todo sus colaboraciones con Jan Strnad, como Las mil y una noches o Mundo mutante.[cita requerida]

### Últimos años
En sus últimos años, realizó historias para las editoriales: D.C., Marvel, Dark Horse, sobre personajes como Hulk, Ghost Rider, Hellblazer John Constantine, The Punisher, Aliens o Hellboy, y adaptaciones de Edgar Allan Poe y H.P. Lovecraft, estas últimas en blanco y negro, aplicando siempre a las historias su particular e inconfundible estilo.[cita requerida]

## Fallecimiento
Falleció el 2 de diciembre de 2020, después de someterse a una cirugía cardíaca.[cita requerida]

## Estilo
Para Javier Coma, su mensaje pacifista deriva "de su lucha contra una estructura social basada en la ley del más fuerte y en la opresión de los débiles". Para este mismo crítico, Wally Wood es su máxima influencia; su meticuloso grafismo "acentúa la tridimensionalidad de las figuras para acercarse a la recóndita galaxia de sus sentimientos.""

## Obra
| Título                                                              | Título original                     | Publicación original                   | Fecha              | Guionista         | Tipo                      | N.º pág. | Primera publicación en español                             |
| ------------------------------------------------------------------- | ----------------------------------- | -------------------------------------- | ------------------ | ----------------- | ------------------------- | -------- | ---------------------------------------------------------- |
| Imperio de monstruos                                                | Monster Rule                        | Voice of the Comicdom n.º 12 a 14      | 05/1968            | Richard Corben    | Serie en 3 entregas       | 8        |                                                            |
|                                                                     | Star Beat                           | Thirteen (13th) Floor Elevator n.º 10. | 1968               | Richard Corben    | Serie inconclusa          | 2        |                                                            |
| El cebo de la torre                                                 | The Lure of the Tower               | Voice of Comicdom n.º 15               | 1969               | Richard Corben    | Historieta autoconclusiva | 8        |                                                            |
| La colina de los muertos                                            | Dead Hill                           | Weirdom Comix n.º 14                   | 1969               | Richard Corben    | Historieta autoconclusiva | 6        |                                                            |
| Manuscritos de la plaga                                             | Tales from the plague               | Weirdom Ilustrated n.º 13              | 04/1969            | Dennis Cunningham | Historieta autoconclusiva | 32       | Obras completas # 9 (Toutain Editor, 1989)                 |
| Cómo lo hizo Howie en la vida real Cuidado con el mundo real, Howie | How Howie Made It in the Real World | Slow Death n.º 2                       | 1970               | Richard Corben    | Historieta autoconclusiva | 7        | Comix Underground USA n.º 2 (1974)                         |
| Duelo de titanes                                                    | Duel of the Titans                  | Squa Tront n.º 4                       | 1970               | Robert Barrett    | Historieta autoconclusiva | 1        | Richard Corben. Vuelo a la fantasía (Toutain Editor, 1981) |
| El amor del cojo Lem                                                | Lame Lem's Love                     | Skull n.º 2                            | 1970               | Richard Corben    | Historieta autoconclusiva | 8        |                                                            |
| El ocaso de los perros                                              | Twighlight of the Dogs              | Fantagor n.º 1                         | 1970               | Richard Corben    | Historieta autoconclusiva | 10       | Corben o la ternura del monstruo (1979)                    |
| En el foso                                                          | Inna Pit                            | Fantagor n.º 1                         | 1970               | Richard Corben    | Historieta autoconclusiva | 4        | Corben o la ternura del monstruo (1979)                    |
| Cuando los sueños chocan                                            | When dreams collide                 | Up from the Deep n.º 1                 | 1971               | Richard Corben    | Historieta autoconclusiva | 8        |                                                            |
| La casa de Harvy el Horrible                                        | Horrible Harvey's House             | Skull Comics n.º 3                     | 1971               | Richard Corben    | Historieta autoconclusiva | 10       |                                                            |
|                                                                     | To Spear a Fair Maiden              | Last Gasp                              | 1971               | Jan Strnad        |                           | 8        |                                                            |
|                                                                     | Encounter at War                    | Bud Plant                              | 1971               | Jan Strnad        |                           | 13       |                                                            |
|                                                                     | Fortaleza gástrica                  | Gastric Fortitude                      | Death Rattle n.º 1 | 1972              | Richard Corben            | 5        |                                                            |
| '                                                                   |                                     |                                        | 197                | Richard Corben    | Historieta autoconclusiva |          |                                                            |
| '                                                                   |                                     |                                        | 197                | Richard Corben    | Historieta autoconclusiva |          |                                                            |
| Den                                                                 |                                     |                                        |                    | Richard Corben    |                           |          |                                                            |

## Ediciones españolas de las obras de Richard Corben
- Rowlf. Producciones Editoriales (en el mismo año la editorial publicaría la obra completa en el Infinitum ciencia ficción), 1976. (en blanco y negro, más tarde la colorearía tal como apareció en obras completas 6)
- El extraordinario mundo de Richard Corben. Toutain Editor, 1977 (Segunda edición en 1981 con pequeño cambio en la portada)
- Den
- Bloodstar. Toutain Editor, 1981. Adaptación de un relato de Robert E. Howard. Ed. Color (En este caso, la obra no fue coloreada por Corben; fueron sus amigos Herb y Diana Harnold quienes se encargaron de hacerlo, utilizando el mismo sistema que el maestro). (La revista Creepy publicó los números 8 al 13 de la obra, en su original en blanco y negro.)
- El extraordinario mundo de Richard Corben 2. Toutain Editor, 1981.
- Mundo mutante. Toutain Editor, 1982.
- Corben o la ternura del monstruo. Ediciones La Cúpula, 1979. Contiene varios relatos breves.
- Las mil y una noches. Nueva Frontera, 1981 (Segunda edición en 1987. Eurocomic, mejor calidad y pequeñas diferencias de edición)
- Vuelo a la fantasía. Toutain Editor, 1981.
- Rip, tiempo atrás. (5 números, formato comic-book, guion de Bruce Jones). Toutain Editor, 1988.
- Vic & Blood. (2 números, formato comic-book). Norma Editorial, 1989. Adaptación de un libro de Harlan Ellison (Edición en color, 1990.)
- El diamante negro, 1991. (No se editó en formato álbum, fue serializada por Creepy segunda época n.º 10 y 12-16.)

### ColecciónObras completas
- Obras completas # 1. Jeremy Brood. Toutain Editor, 1983.
- Obras completas # 2. Hombre lobo. Toutain Editor, 1984. Contiene varios relatos breves.
- Obras completas # 3. Underground. Toutain Editor, 1985. Contiene varios relatos breves.
- Obras completas # 4. La caída de la casa Usher y otros relatos de Edgar Allan Poe. Toutain Editor, 1985. Adaptaciones de cuatro relatos de Edgar Allan Poe.
- Obras completas # 5. Underground 2. Toutain Editor, 1986. Contiene varios relatos breves.
- Obras completas # 6. Rowlf y otras historias de la época underground. Toutain Editor, 1986. Contiene varios relatos breves.
- Obras completas # 7. Bloodstar. Toutain Editor, 1987. Adaptación de un relato de Robert E. Howard.
- Obras completas # 8. Mundo mutante. Toutain Editor, 1989 (El original de la portada fue retocado por Corben, por lo tanto distinto a la edición de 1982).
- Obras completas # 9. Manuscritos de la plaga. Toutain Editor, 1989.
- Obras completas # 10. Pilgor (Bodyssey). Toutain Editor, 1990.
- Obras completas # 11. Underground todavía. Toutain Editor, 1991. Contiene varios relatos breves.
- Obras completas # 12. Último Underground color. Ediciones Zinco, 1992. Contiene varios relatos breves.
- Obras completas # 13. Hijos del mundo mutante. Ediciones Zinco, 1993.

### Últimas obras
- Banner. El increíble Hulk (Guion de Brian Azzarello). Planeta DeAgostini, 2002. Reedición Editorial Panini, 2008 (distinta portada y mejor calidad de impresión). En Argentina, 2 números Comics Conosur, 2003.
- Hellblazer. Tiempos difíciles (Guion de Brian Azzarello). Norma Editorial, 2003.
- Aliens Alchemy (Guion de John Arcudi). Norma Editorial, 2003.
- Cage, 2 números (Guion de Brian Azzarello). Planeta DeAgostini, 2003. Reedición integral Editorial Panini, 2011.
- La casa en el confín de la Tierra (Adaptación de Simon Revelstroke de un relato de William Hope Hodgson). Norma Editorial, 2003 y ECC Ediciones, 2014.
- Punisher. El fin (Guion de Garth Ennis). Planeta DeAgostini, 2004
- Bigfoot (Guion de Steve Niles y Rob Zombie). Norma Editorial, 2006.
- Hellboy. Makoma (Guion de Mike Mignola). Norma Editorial, 2006. En Argentina, dentro de Makoma y otras historias Ovni Press, 2012.
- Solo (Contiene varios relatos breves). Planeta DeAgostini, 2006.
- La guarida del horror, Edgar Allan Poe (Adaptaciones de Rich Margopoulos y Rick Dahl de poemas y relatos de Edgar Allan Poe). Editorial Panini, 2007.
- Ghost Rider. Deuda infernal (Guion de Daniel Way). (Las 44 páginas de Richard Corben están incluidas en la edición Ghost Rider 2. La leyenda de Sleepy Hollow, Illinois de la colección 100% Marvel). Editorial Panini, 2008.
- La guarida del horror, H.P. Lovecraft (Adaptación de Richard Corben de poemas y relatos de Howard Phillips Lovecraft). Editorial Panini, 2009.
- Conan el Cimmerio, números 01, 02, 03, 04, 05, 06, 07 y 08 (Guion de Timothy Truman). Planeta DeAgostini, 2010.
- Hellboy. El hombre retorcido (Guion de Mike Mignola). Norma Editorial, 2010. Reeditado en cartoné, El hombre retorcido y otras historias, por la misma editorial (2011), con dos historietas adicionales firmadas por otros artistas. El índice incluye material extra de Corben (las portadas de la edición estadounidense y los bocetos de las mismas).
- Starr the Slayer (Guion de Daniel Way), Editorial Panini, 2011.
- Hellboy. La novia del infierno y otras historias. Norma Editorial, 2012. (Además de historias de otros autores, contiene: Hellboy en México, Hellboy: El programa doble del mal y Hellboy: La novia del infierno, realizadas por Corben).
- AIDP (nº16) Ser Humano Norma Editorial, 2012. (Además de historias de otros autores, contiene: Ser Humano, realizada por Corben).
- Ragemoor (Guion de Jan Strnad) Norma Editorial, 2013.
- Creepy presenta: Corben, Planeta DeAgostini, 2013 (recopilación de historietas publicadas en Creepy y Eerie).
- Hellboy. La mansión de los muertos vivientes (Guion de Mike Mignola). Norma Editorial, 2014.
- Los espíritus de los muertos Planeta DeAgostini, 2015 (recopilación de nuevas adaptaciones de relatos de Edgar Allan Poe).
- Grandes autores de Vertigo: Richard Corben 2015 ECC Ediciones (La Cosa del Pantano, además de una recopilación de historietas).
- El Dios rata Planeta DeAgostini, 2016.
- Hellboy (nº22) Hellboy y la AIDP 1952. Norma Editorial, 2018. (Además de historias de otros autores, contiene The Mirror, realizada por Corben).

## Obras de Richard Corben no editadas en español
- From the Pit, 1994 (inacabada).
- DenSaga, 1992-1994.
- Murky World, 2011 (primer, segundo y tercer capítulos en Dark Horse Presents) y one shot de 32 páginas.
- Shadows on the Grave, 2016-2017.
- Murky World II, 2018- (serializada por capítulos en el magazine estadounidense Heavy Metal).

## Premios
- 1980-1992 Premios 1984 (excepto el primer año, eran unos premios concedidos por el voto de los lectores). Ganó 4 veces el galardón de mejor portada y 3 al de mejor portadista, así como 5 veces el de mejor dibujante, 6 el de mejor relato gráfico e incluso 1 como guionista.
- Premios Warren:
  - 1973 Best Artist, Special Award for Excellence;
  - 1976 Best Cover, Best Art;
  - 1978 Best Cover Artist;
- 2003 Premio Haxtur por el "Mejor Dibujo" por Cage (Salón Internacional del Cómic del Principado de Asturias, España);
- 2009 Premio Haxtur a la "Mejor Portada" por Arthur Jermyn-la Guarida del Horror;
- 2009 Nominación al Premio Haxtur por el "Mejor Guion" por Arthur Jermyn-la Guarida del Horror;
- 2009 Nominación al Premio Haxtur a la "Mejor Historia Corta" por Arthur Jermyn-la Guarida del Horror;
- 2009 Premio Eisner "Best Finite Series/Limited Series" por Hellboy. El hombre retorcido;
- 2010 Premio Haxtur por el "Mejor Historia Corta" por Hellboy. El hombre retorcido;
- 2011 Premio Eisner "Best Single Issue (or One-Shot)" por El programa doble del mal;
- 2012 "The Will Eisner Award Hall of Fame".
- 2018 Gran Prix en Festival Internacional de la Historieta de Angulema